# Лановий Олег Андрійович
Лановий Олег Андрійович (нар. 28 березня 1988, Чернилівка) — український оперний співак, тенор.

## Життєпис
Народився — 28 березня 1988, Чернилівка нині Тернопільського району, Тернопільської області, Україна.

### Навчання, робота
- 2003 р. закінчив Качанівську загальноосвітню школу І-ІІІ ступенів
- 2007 р. закінчив Теребовлянське вище училище Культури
- 2009 р. закінчив Тернопільський національний педагогічний університет ім. Володимира Гнатюка (клас Б. Іваноньківа)
- 2011 р. працював у Львівській національній музичній академії ім. Миколи Лисенка (оперна студія)
- 2011 р. розпочав творчу діяльність у Львівському національному академічному театрі опери та балету ім. Соломії Крушельницької
- 2013 р. закінчив Львівську національну музичну академію ім. М.Лисенка (магістр), (клас В. Ігнатенка (2010), Р. Вітошинського (2013)
- 2023 р. закінчив діяльність у Львівському національному академічному театрі опери та балету ім. Соломії Крушельницької

### Здобутки
- Друга премія, ІІІ Відкритий Всеукраїнський Конкурс молодих вокалістів імені Теодора Терен-Юськіва (м. Львів, 2010 р.)
- Перша премія, Міжнародний конкурс солістів — вокалістів «Мистецтво ХХІ століття» (м. Ворзель, 2011 р.)
- Ваґнерівський стипендіат 2015 р.

## Творчість
Навчався у  Львівській національній музичній академії ім. М.Лисенка (магістр). З 2011 року, розпочав творчу діяльність, як соліст у Львівському національному академічному театрі опери та балету ім. Соломії Крушельницької. Виступав із сольними концертами на головних європейських майданчиках, зокрема в Центр культури та Конгресів, Ельбська філармонія  (Гамбург), Концертний дім (Берлін) та Стара опера у Франкфурті. Дебютував та розпочав свою творчу діяльність на сцені Львівської опери в партії Неморіно — «Любовний напій» Г. Доніцетті 2013 р. Також виконував такі партії: Таміно — В. А. Моцарт «Чарівна Флейта» 2014 р., Граф Альмавіва — Дж. Россіні «Севільський цирульник» 2015 р., Ернесто - Г. Доніцетті - “Дон Паскуале” 2017 р., Оттавіо - В. А. Моцарт - “Дон Жуан” 2019 р., Дебютував у ролі Альфред - Дж. Верді “Травіата” - в Опері Любельській 2023.
ПАРТІЇ:
- Неморіно — Г. Доніцетті «Любовний напій»
- Таміно — В. А. Моцарт «Чарівна Флейта»
- Альфед — Д. Верді «Травіата»
- Граф Альмавіва — Дж. Россіні «Севільський цирульник»
- Ернесто — Г. Доніцетті «Дон Паскуале»
- Фронімо — Д. Бортнянський «Алкід»
- Лис — І. Небесний «Лис Микита»
- Дон Оттавіо — В. А. Моцарт «Дон Жуан»
- Директор — В. А. Моцарт «Директор Театру»
- Понг, головний кухар — Д. Пуччіні «Турандот»
- Сполетта — Д. Пуччіні «Тоска»
- Беппо — Р. Леонкавалло «Паяци»
- Ремендадо — Ж. Бізе «Кармен»
- Горо — Д. Пуччіні «Мадам Баттерфляй»
- Оттокар —  Й. Штраус «Циганський барон»

- тенор — І. Стравінський «Пульчинелла»  балет
- тенор — С. Монюшко — «Остробрамські літанії» (Litanie Ostrobramskie) [Архівовано 27 березня 2016 у Wayback Machine.]
- тенор — В. А. Моцарт — «Коронаційна меса» Kw317, C — dur [Архівовано 27 грудня 2015 у Wayback Machine.]
- тенор — Ґ. Ф. Гендель — «Месія»
- тенор — М. Г. Кендлінгер[de]  — «Menschenrechte», Sinfonie Nr. 3 op. 1
- тенор — Г. Топольницький — кантата «Хустина» [Архівовано 5 квітня 2015 у Wayback Machine.]
- тенор — Д. Січинський — «Лічу в неволі» [Архівовано 17 вересня 2015 у Wayback Machine.]
- тенор — С. Людкевич — кантата «Заповіт» [Архівовано 1 квітня 2016 у Wayback Machine.]
- тенор — Волинський М. М. — ораторія «Я тебе кличу» [Архівовано 27 березня 2016 у Wayback Machine.]

## Родина
- Дружина — Ланова (Юращук) Ірина Олексіївна (*1992)
- Син — Лановий Марко Олегович (*2015)
- Донька - Ланова Дарина Олегівна (*2021)
- Батько — Лановий Андрій Степанович (*1963)
- Мати — Ланова (Доброхлоп) Ольга Володимирівна (*1968)
- Брат — Лановий Андрій Андрійович (*1990)